# Zeledonka
Zeledonka (Zeledonia coronata) – gatunek ptaka będący jedynym przedstawicielem rodziny zeledonek (Zeledoniidae). Ptak ten występuje w Ameryce Centralnej; według IUCN nie jest zagrożony wyginięciem.

## Zasięg występowania
Zeledonka występuje na wyżynach Ameryki Centralnej od północnej Kostaryki (na północ od co najmniej wulkanu Miravalles w Cordillera de Guanacaste) do zachodniej Panamy (Chiriquí i Veraguas).

## Taksonomia
Gatunek i rodzaj po raz pierwszy naukowo opisał w 1889 roku amerykański ornitolog Robert Ridgway. Opis ukazał się w czasopiśmie Proceedings of the United States National Museum. Jako miejsce typowe odłowu holotypu Ridgway wskazał Laguna del Volcan de Póas w Kostaryce. Holotypem była dorosła samica (USNM 116591).
Zeledonka tradycyjnie była umieszczane w obrębie rodziny lasówek (Parulidae), jednak badania oparte na danych molekularnych pokazały, że Z. coronata nie jest bliżej spokrewniona z Parulidae. Inne badania wykazały, że Z. coronata wydaje się być najbliżej spokrewniona z Teretistridae, wspólnie tworząc grupę siostrzaną z  Parulidae i Icteridae lub jest taksonem siostrzanym dla Icteridae, tworząc grupę siostrzaną z Parulidae, Icteridae i Teretistridae. Badania przeprowadzone w 2019 roku oparte na próbkach tysięcy markerów genetycznych ujawniły, że Zeledoniidae wydają się być taksonem siostrzanym dla karaibskich endemicznych rodzin, w tym Phaenicophilidae, Nesospingidae i Spindalidae. Mimo niejasnej pozycji systematycznej Zeledoniidae wydają się reprezentować starą linię, która oddzieliła się wcześniej od pozostałych pierwotnych śpiewających w Ameryce.

### Etymologia
- Zeledonia: José Castulo Zeledón (1846–1923), kostarykański przedsiębiorca, przyrodnik, kolekcjoner[14].
- coronata: łac. coronatus „koronowany”, od coronare „ukoronować”, od corona „korona”[15].
- insperata: łac. insperatus „niespodziewany, nieoczekiwany, nieprzewidziany”, od in- „nie”; speratus „spodziewany”, od sperare „spodziewać się”[16].

## Morfologia
Długość ciała 10–11,5 cm; masa ciała około 21 g; pozostałe wymiary przedstawia tabela.
|        | Długość skrzydła | Długość ogona | Długość dzioba | Długość skoku |
| ------ | ---------------- | ------------- | -------------- | ------------- |
| Samica | 61–68 mm         | 33,3–38,8 mm  | 11–13,9 mm     | 26,2–29,5 mm  |
| Samiec | 61,5–69,5 mm     | 36,3–42,3 mm  | 11,7–13,5 mm   | 26,1–30,9 mm  |

Mały ptak z krótkimi, okrągłymi skrzydłami, krótkim ogonem, długim skokiem i zredukowanym grzebieniem mostka. Spód ciała i twarz są koloru szarego, natomiast górne części ciała, włącznie z grzbietem i karkiem, są matowo oliwkowo-brązowe; ciemię koloru pomarańczowego z czarną obwódką na bokach; pokrywy podogonowe są oliwkowo-szare. Dziób koloru czarnego jest krótki i cienki; tęczówka jest ciemnobrązowa; skok i palce są brązowawe, brązowawoczarne lub ciemnobrązowe. Skrzydło ma dziesięć lotek I rzędu i dziewięć II rzędu. Brak dymorfizmu płciowego. Upierzenie u osobników młodocianych jest podobne jak u dorosłych, ale brak im pomarańczowego koloru na ciemieniu, natomiast górne części ciała są bardziej brązowawe, z okopconymi krawędziami piór.

## Status
Międzynarodowa Unia Ochrony Przyrody (IUCN) uznaje zeledonkę za gatunek najmniejszej troski (LC – least concern) nieprzerwanie od 1988 roku. Liczebność populacji nie została oszacowana, ale ptak ten opisywany jest jako dość pospolity. Ze względu na brak dowodów na spadki liczebności bądź istotne zagrożenia dla gatunku, BirdLife International uznaje trend liczebności populacji za stabilny.